# Korg Trinity
De Korg Trinity is een digitale synthesizer/workstation, uitgebracht door Korg in 1995.
Het was het eerste werkstation die niet alleen voor modulaire uitbreiding zorgde, maar ook mogelijkheden op professioneel studioniveau bracht, zoals SCSI, ADAT, diverse geluidsbron-processors, audio-opnamemogelijkheid, en meer. De Trinity werd beschouwd als een van de meest uitgebreide workstations qua opties op dat moment.
De Trinity heeft door veel eigenaren de bijnaam het zilveren beest gekregen.
De Trinity was een doorbraak voor Korg vanwege een praktisch aanraakscherm, waarmee alle functies worden bediend. Het werkstation combineert diverse mogelijkheden, zoals digitale klanken, intuïtief programmeren, real-timeknoppen, ingebouwde sequencer, uitbreidingsmogelijkheden, en een elegant ontwerp.

## Geschiedenis
De oorspronkelijke Trinity werd geïntroduceerd in 1995 en had een behoorlijk geheugen aan samples (24 MB ROM). Een jaar later kwam de Trinity Plus die de klanken van de Prophecy bevatte. De Trinity Pro werd het volgende model, en had een klavier van 76 toetsen. Ten slotte kwamen de V3-serie en de TR-Rack geluidsmodule uit in 1998. Uiteindelijk is de Trinity doorontwikkeld als de Triton, die uitkwam in 1999.

## Modellen
Er zijn vijf modellen en een moduleversie:
- Trinity (61 toetsen)
- Trinity Plus (61 toetsen + SOLO-TRI kaart)
- Trinity Pro (76 toetsen)
- Trinity Pro X (88 toetsen)
- Trinity V3 (61 toetsen + MOSS kaart)
- Trinity TR-Rack (rackversie met 32MB ROM en dubbel aantal klanken)

## Uitbreiding

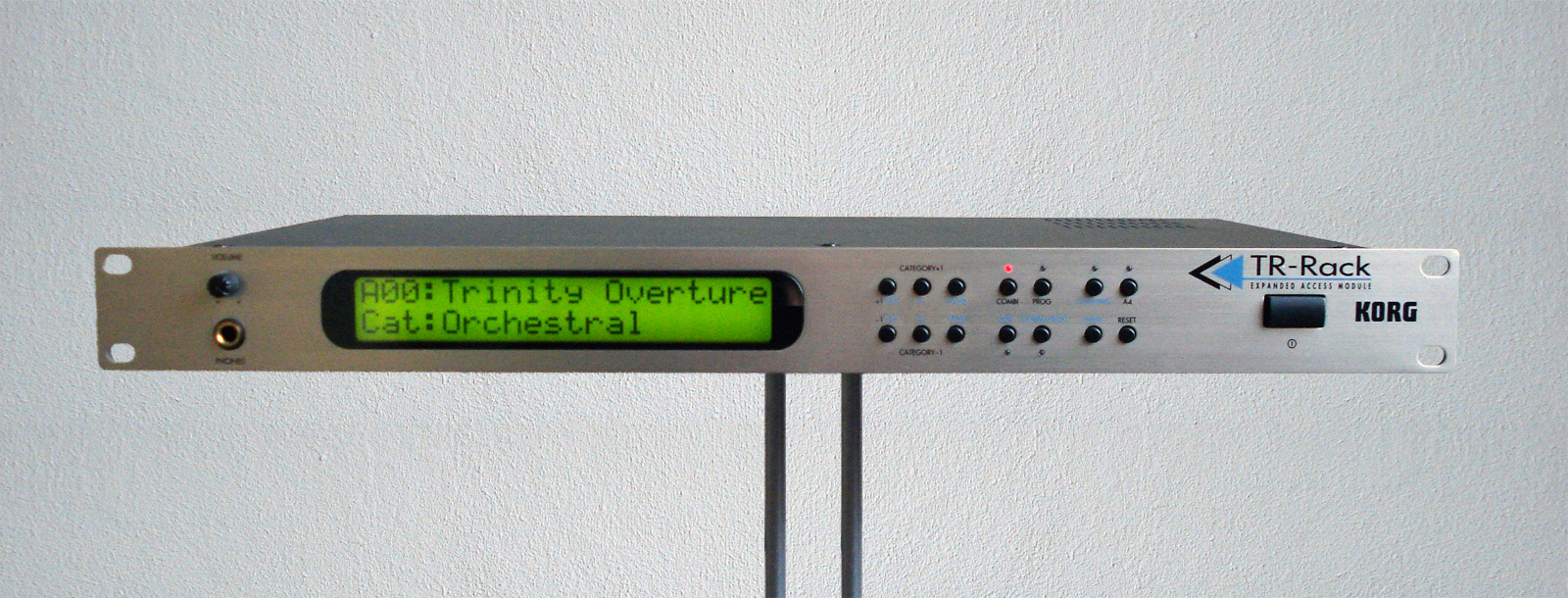
Korg TR-Rack soundmodule (1998)

De volgende uitbreidingsopties waren beschikbaar:
- PBS-TRI (PlayBack Sampler)

voor het afspelen van samples en Flash ROM (8 MB). Met het PBS uitbreidingskaart kon de Trinity AKAI S1000 en S3000 samples laden, Wave formaat bestanden, en Korgs eigen formaat samples (.KSF) afspelen. Een zeer bruikbare functie van de PBS-kaart was dat samples in het geheugen bleven opgeslagen, ook als de Trinity werd uitgeschakeld.
- HDR-TRI (Hard Disk Recorder)

2 sporen digitale audio-opname en 4 sporen afspeelmogelijkheid, SCSI poort, S/PDIF digitale interface. Een 540 MB harde schijf kon voor ongeveer 47 minuten aan stereogeluid opnemen.
- SCSI-TRI

SCSI poort om verwisselbare SCSI apparatuur (ZIP, CDROM, HD) aan te sluiten op de Trinity als de HDR optie ontbrak.
- DI-TRI (Digital Interface)

ADAT digitale interface met optische uitgang (4 sporen). Het grootste probleem met de Trinity in die tijd was dat Korg ervoor koos de synthesizer te ontwerpen met 48 kHz, wat heel gebruikelijk is voor studioproducties, maar niet met de 44,1 kHz cd-standaard. Hierdoor was het ingewikkeld om met een klok te synchroniseren.
- SOLO-TRI

voegde een Korg Prophecy synthesizer toe aan de Trinity, een monofone synth met ingebouwde effecten. De gebruiker kon één klank gelijktijdig gebruiken, net zoals de echte tegenhanger, maar kon een klank of patch in een bestaande combinatie of sequence passen. Een arpeggiator was afwezig, deze werd later ingebouwd op de toekomstige Triton serie, de Z1, en hoger.
- MOSS-TRI

Ingebouwd in V3 was de mogelijkheid voor een Korg Z1 zes-stemmige polyfone synthesizer. Deze klankgenerator is gelijkwaardig met de echte Korg Z1 zonder de arpeggiator en de geïntegreerde effecten. De gebruiker kon één klank of patch tegelijk gebruiken, wel in een bestaande combinatie of sequence.

## Klankbron

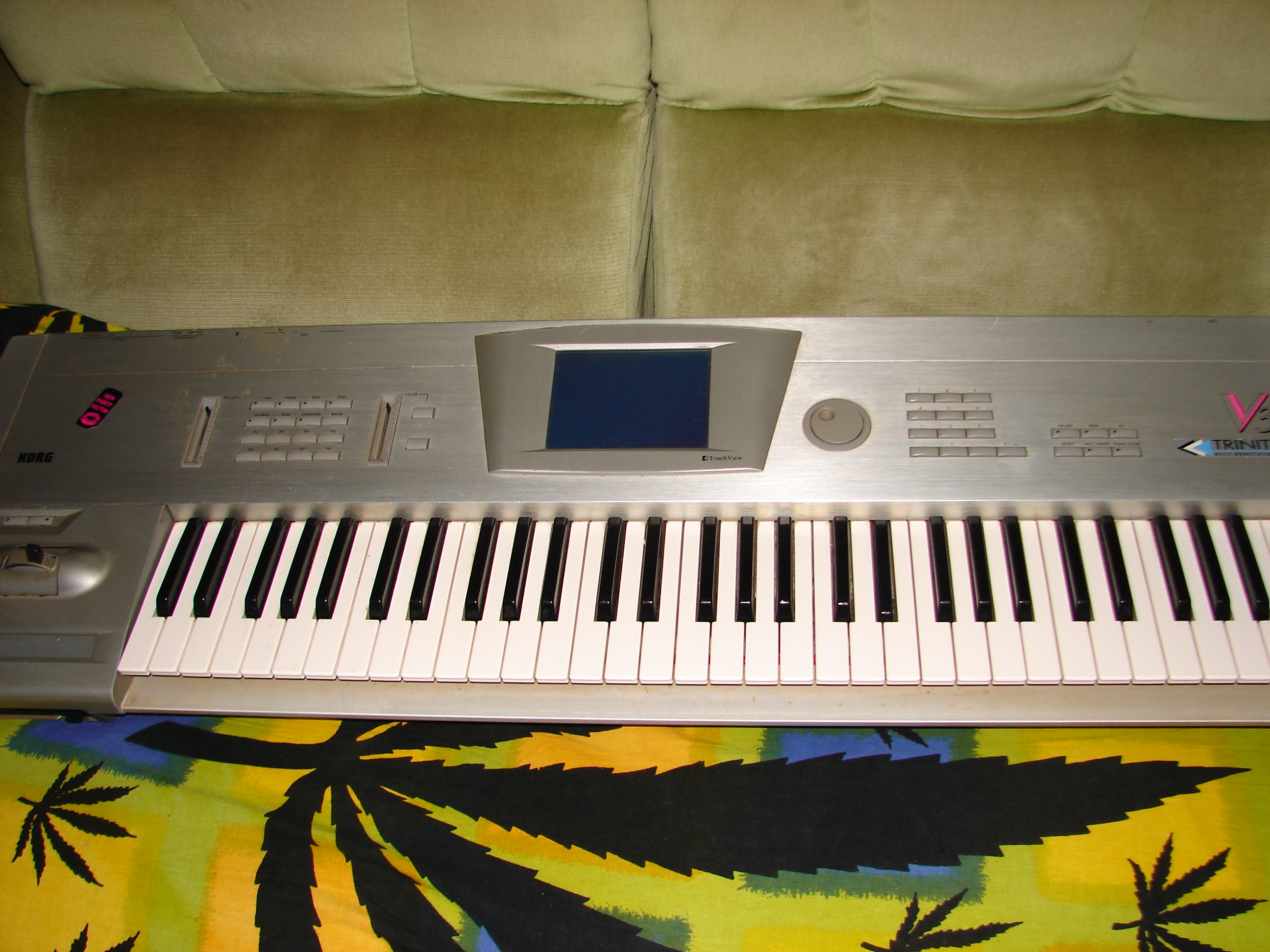
Korg Trinity V3

De Trinity workstation beschikt over 100 Insert-effecten en 14 Master-effecten, een groot grafisch aanraakscherm (320×240 pixels), een complete 16-sporen sequencer, en de mogelijkheid voor een dubbele klankgenerator:
- ACCESS (Advanced Control Combined Synthesis System)

Dit is een PCM gebaseerde klanksynthese met 48 kHz en 16 bit afspeelmogelijkheid in een 24MB geheugen (ROM). Echter, omdat 2:1 datacompressie is toegepast, is dit het equivalent van 48MB aan samples in conventioneel RAM. De PCM gegevens bevatten meer dan 1.000 individuele samples waaronder 374 multisamples.
- MOSS (Multi-Oscillator Synthesis System)

Het klankopwekkingssysteem van de Korg Prophecy en de Z1 met analoge modellering, VPM (Korg versie van FM synthese) en fysieke modellering (koperblaas, riet, snaar, strijker, orgel, elektrische piano).
Samen met de Korg Prophecy was de Trinity een afgeleide van de originele OASYS synthesizer (acroniem voor Open Architecture Synthesis System). De OASYS was een veelbelovend prototype die Korg in 1994 demonstreerde maar pas jaren later in 2005 op de markt bracht. De fundering van het systeem was een open DSP concept waar het besturingssysteem diverse soorten synthese en physical modelling klankgenerators kon inladen.

## Bekende artiesten
Artiesten die de Korg Trinity hebben gebruikt zijn onder andere
- A-Ha
- Alphaville
- Andrew Lloyd Webber
- Antiloop
- Christina Aguilera
- Duran Duran
- Depeche Mode
- Deep Forest
- Derek Sherinian
- Faithless
- Kitaro
- Mike Oldfield
- Orbital
- Phil Collins
- Robyn Miller
- Shagrath
- Soundtrack van Men in Black
- Tuomas Holopainen
- Vangelis
- William Orbit

## Trivia
- Klankontwerper Jack Hotop creëerde in 1996 samen met ex-Dream Theater keyboardist Derek Sherinian een gitaarachtige klank wat uiteindelijk de signatuur van Sherinian werd.